# Dmitri Sjoekov
Dmitri Vladislavovitsj Sjoekov (Russisch: Дмитрий Владиславович Шуков; Samara, Sovjet-Unie, 26 september 1975) is een Russisch-Nederlands voormalig voetballer. Zijn positie op het veld was rechtshalf of rechtsbuiten.

## Loopbaan
Sjoekov begon zijn loopbaan in 1993 bij CSKA Moskou. In 1995 maakte hij de overstap naar Nederland om te gaan spelen voor Vitesse. Na één seizoen gespeeld te hebben voor NAC verhuisde Sjoekov in 1999 naar Willem II. Sinds 2004 kwam hij uit voor FC Twente. In januari 2007 zette Sjoekov vanwege aanhoudende blessures per direct een punt achter zijn voetbalcarrière. Na zijn loopbaan werkte Sjoekov in de import en export van fruit en groente.

## Erelijst
FC Twente
- UEFA Intertoto Cup: 2006

## Trivia
- Ondanks dat Sjoekov is geboren en getogen in Rusland heeft hij al jaren enkel de Nederlandse nationaliteit.